# Сажки
Сажки (укр. Сажки) — село на Украине, находится в Немировском районе Винницкой области.
Код КОАТУУ — 0523083804. Население по переписи 2001 года составляет 140 человек. Почтовый индекс — 22833. Телефонный код — 4331.
Занимает площадь 1,15 км².

## Адрес местного совета
22833, Винницкая область, Немировский р-н, с. Кирово